# Terre Thaemlitz
Terre Thaemlitz (* 1968 in Minnesota) ist eine unter anderem auch als Miss Take oder DJ Sprinkles bekannte US-amerikanische Electronica-Musikerin, Essayistin und Besitzerin des Plattenlabels Comatonse Recordings. In ihrem Werk setzt sie sich mit vielfältigen sozialpolitischen und sozioökonomischen Themen auseinander.

## Werk
Ihr Werk bezieht oft kritisch sozialpolitische Themen wie Gender, Sexualität, Klassen, Linguistik, Ethnien und Rassen ein. Ebenso beleuchtet sie oft in ihrer Musik oder ihren Vorträgen und Essays sozioökonomische Aspekte der kommerziellen Musikindustrie. Diese Diversität spiegelt sich in den vielen Produktionsweisen ihrer Musik wider – als elektroakustische Musik, club-orientierte Deep-House-Musik, digitalen Jazz, Ambient oder Glitch sowie neo-expressionistische Pianoarbeiten, die von Computern komponiert wurden. Grafisches Design, Fotografien, Illustrationen sowie Videoarbeiten spielen ebenfalls eine wichtige Rolle in Thaemlitz’ Schaffen. 2017 nahm sie an der documenta 14 teil.

## Aktivismus
Als Chronistin und Erzieherin in nicht-essentiellen Transgender-Themen sowie pansexueller, queerer Homosexualität nahm Thaemlitz an vielen Diskussionen und Vorträgen in Europa und Japan teil. So organisierte sie unter anderem transkulturelle Workshops in der Tokioter Uplink Factory.
Die in den frühen 1990er Jahren veröffentlichten Alben Soil und Tranquilizer führten eine „politische“ Form des Ambient ein, was in späteren Veröffentlichungen wie Couture Cosmetique und Means from an End fortgeführt wurde. Diese Alben wollen die häufig passive Künstler-Hörer-Umwelt-Formel umgestalten. Zu ihren Kollegen zählten unter anderem die Aktivisten der Gruppe Ultra-red. Sie remixten Thaemlitz's Album Still Life with Numerical Analysis (1998) und folgten Thaemlitz auf das deutsche Label Mille Plateaux für die ersten beiden Alben der Gruppe: Second Nature: An Electroacoustic Pastoral (1999) und Structural Adjustments (2000).
Thaemlitz ist seit 2013 Mitglied der im Oktober 2012 eröffneten Akademie der Künste der Welt in Köln.
Sie lebt im japanischen Kawasaki.

## Diskografie (Auszug)

### Alben
- 1994: Terre Thaemlitz – Tranquilizer
- 1995: Terre Thaemlitz – Soil
- 1997: Terre Thaemlitz – Die Roboter Rubato
- 1997: Terre Thaemlitz – Couture Cosmetique
- 1997: Terre Thaemlitz – G.R.R.L.
- 1999: Terre Thaemlitz – Means From An End
- 1999: Terre Thaemlitz – Love For Sale
- 1999: Terre Thaemlitz – Replicas Rubato
- 2000: Terre Thaemlitz – Fagjazz
- 2000: Terre Thaemlitz – Interstices
- 2001: Terre Thaemlitz – Oh, No! It's Rubato
- 2003: Terre Thaemlitz – Lovebomb / Ai No Bakudan
- 2005: Terre Thaemlitz – Trans-Sister Radio
- 2006: K-S.H.E (Kami-Sakunobe House Explosion) – Routes Not Roots / Ruutsu De Ha Naku Ruuto
- 2006: Terre Thaemlitz presents – You? Again?
- 2008: DJ Sprinkles – Midtown 120 Blues

### Singles und EPs
- 1993: Terre Thaemlitz – Comatonse.000
- 1997: Terre Thaemlitz – Comatonse.000.R1
- 1998: Terre's Neu Wuss Fusion – She's Hard
- 1999: Terre Thaemlitz – A-Musik Presents A Program Of... A-Muzak
- 2000: Terre Thaemlitz – Selling
- 2001: DJ Sprinkles – Sloppy 42nds
- 2001: DJ Sprinkles – Bassline.89
- 2001: Social Material – Class/Consciousness
- 2002: Terre's Neu Wuss Fusion – A Crippled Left Wing Soars With The Right
- 2003: Teriko – Hystoric Trace ("Fake")
- 2003: Terre Thaemlitz – The Opposite Of Genius Or Chance
- 2003: Chugga – A Big 7-Inch (Klanggalerie)
- 2004: Terre Thaemlitz – Comatonse.000.R2
- 2006: K-S.H.E (Kami-Sakunobe House Explosion) – Route 1 EP
- 2006: K-S.H.E (Kami-Sakunobe House Explosion) – Route 2 EP
- 2006: K-S.H.E (Kami-Sakunobe House Explosion) – Route 3 EP
- 2006: Terre Thaemlitz – You? Again? 1
- 2006: Terre Thaemlitz – You? Again? 2
- 2006: Terre Thaemlitz – You? Again? 3
- 2007: Terre's Neu Wuss Fusion – She's Hard Remixes
- 2008: DJ Sprinkles – Grand Central, Pt. I
- 2009: DJ Sprinkles – Brenda's $20 Dilemma (Kuniyuki Remix)
- 2009: DJ Sprinkles – Grand Central (Motor City Drum Ensemble Remixes)
- 2012: Terre Thaemlitz: Soulnessless

### DJ-Mixe
- 2003: DJ Sprinkles – DEEPERAMA (Module Party 5)
- 2004: DJ Sprinkles – DEEPERAMA (Module Party 8)
- 2004: Terre Thaemlitz – PASTIME PARADISE
- 2005: DJ Sprinkles – DEEPERAMA (Module Party 9)
- 2005: DJ Sprinkles DEEPERAMA (Module Party 10)
- 2005: DJ Sprinkles DEEPERAMA (Module Party 14)

### Hörspiele
- Trans-Sister Radio, Hessischer Rundfunk, Premiere am 17. November 2004 auf hr2-kultur, Redaktion: Manfred Hess

## Auszeichnungen
- Album of the Year 2009, für DJ Sprinkles – Midtown 120 Blues, Resident Advisor[1]
- Honorable Mention In Digital Musics, 1999 ORF Prix Ars Electronica

## Ausstellungen (Auswahl)
- Reframed Positions. Einzelausstellung. 18. August – 15. Oktober 2022; kuratiert von Lawrence English, The Substation, Melbourne, Australien[2]
- Reframed Positions. Einzelausstellung. 11. Mai – 16. Juli 2023; kuratiert von Lawrence English, Elisa R. Linn und Ann-Kathrin Eickhoff, Halle für Kunst Lüneburg, Deutschland[3]